# Gynoplistia variicalcarata
Gynoplistia variicalcarata är en tvåvingeart som beskrevs av Alexander 1929. Gynoplistia variicalcarata ingår i släktet Gynoplistia och familjen småharkrankar. Inga underarter finns listade i Catalogue of Life.